# Праздники Алжира
Ниже приводятся национальные праздники в Алжире

## Праздничные дни с постоянной датой
| Дата      | Название                  |
| --------- | ------------------------- |
| 1 января  | Новый год                 |
| 12 января | Берберский новый год      |
| 1 мая     | День труда                |
| 5 июля    | День независимости Алжира |
| 1 ноября  | День революции            |

## Праздничные дни с не фиксированной датой
Указанные ниже праздники являются государственными праздниками, но дата, на которую каждый из них приходит, меняется, в соответствии с его соответствующим календарем, и, таким образом, не имеет установленной даты. В порядке, в котором они наступают:
| Название                | Описание                        |
| ----------------------- | ------------------------------- |
| Мусульманский Новый год | 1 день месяца Мухаррам          |
| Ашура                   | 10 день месяца Мухаррам         |
| Мавлид                  | День рождения Пророка Мухаммеда |
| Ураза-Байрам            | Окончание месяца Рамадан        |
| Курбан-Байрам           | Праздник жертвоприношения       |